# Bizeneuille
 Bizeneuille  là một xã ở tỉnh Allier thuộc miền trung nước Pháp.